# Entrada de Francia en la Primera Guerra Mundial

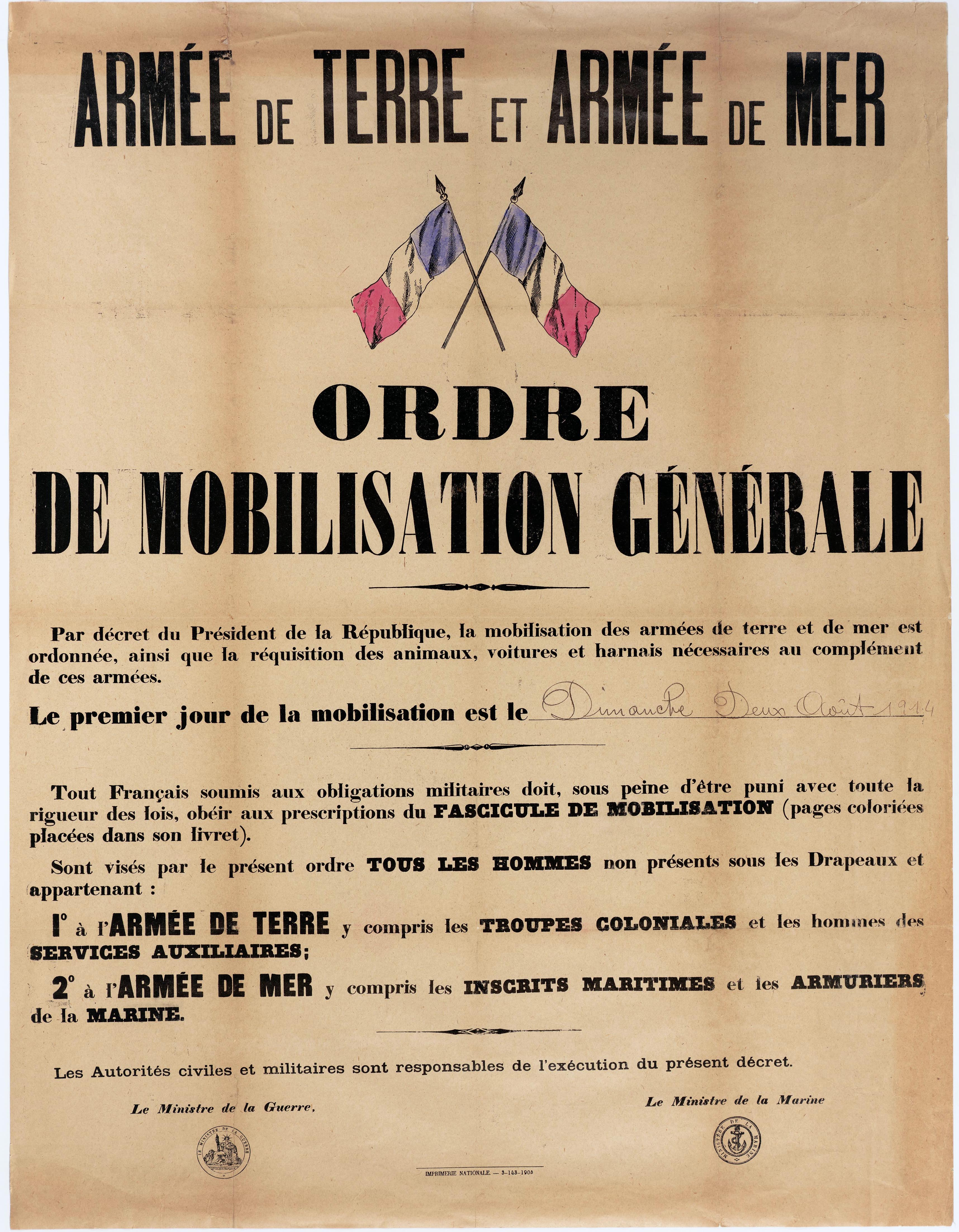
Orden francesa de movilización general, 2 de agosto de 1914.

Francia entró en la Primera Guerra Mundial cuando el Imperio alemán declaró la guerra el 3 de agosto de 1914. La Primera Guerra Mundial surgió en gran medida de un conflicto entre dos alianzas: la Triple Alianza (Alemania, Italia y el Imperio austrohúngaro) y la Triple Entente (Francia, Rusia y Gran Bretaña). Francia había tenido una alianza militar con Rusia desde 1894, diseñada principalmente para neutralizar la amenaza alemana a ambos países. A su vez, Alemania tenía una alianza militar con Austria-Hungría.
En junio de 1914, el archiduque Francisco Fernando, heredero del trono austrohúngaro, fue asesinado. El gobierno austrohúngaro decidió destruir a Serbia de una vez por todas por haber provocado problemas entre los eslavos étnicos. Alemania le dio en secreto un cheque en blanco a Austria-Hungría, prometiendo apoyarla militarmente sin importar lo que decidiera. Ambos países querían una guerra localizada, Austria-Hungría contra Serbia.
Rusia decidió intervenir para proteger a Serbia debido a su interés en la región de los Balcanes y su deseo de obtener una ventaja sobre Austria-Hungría. El zar tenía el apoyo del presidente de Francia, que de otro modo apenas se involucró. Rusia movilizó su ejército contra Austria-Hungría. Francia movilizó su ejército. Alemania declaró la guerra a Rusia y Francia, e invadió Francia a través de Bélgica. Gran Bretaña tenía un entendimiento y acuerdos de planificación militar y naval con Francia, pero no obligaciones formales de tratado. Londres sintió que el interés británico requería una defensa de los franceses.

## Antecedentes

Sistema de alianzas en Europa antes de la Primera Guerra Mundial:
Triple Entente
Triple Alianza
Países neutrales

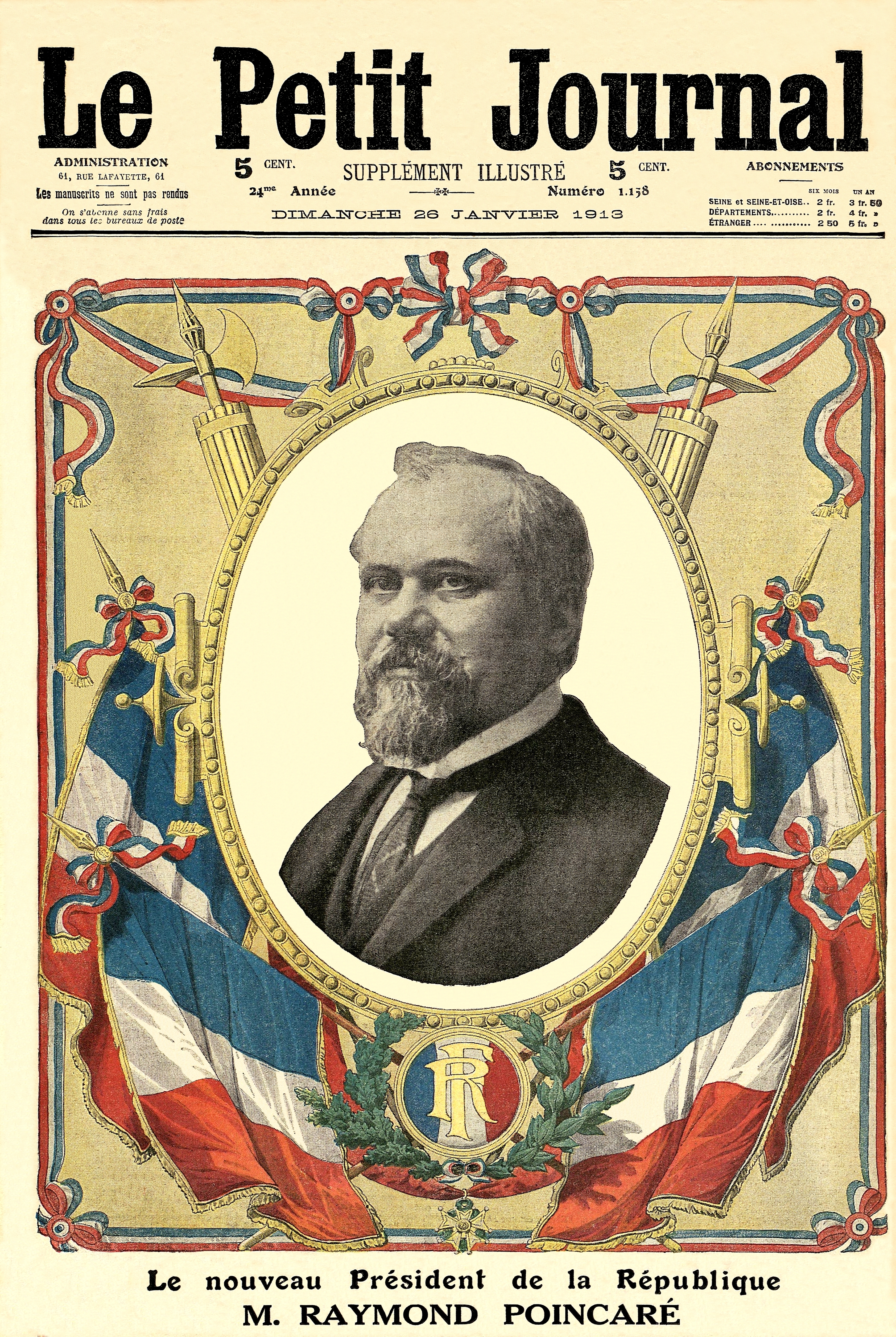
Poincaré elegido presidente en 1913.

A finales de la década de 1880, la Liga de los Tres Emperadores de Bismarck estaba en desorden; aunque Alemania seguía siendo una aliada cercana de Austria-Hungría, había una creciente fricción entre Rusia y Austria-Hungría por los Balcanes. Enfadado por el papel de Austria en el Tratado de Berlín (1878), que obligó a Rusia a retirarse de Bulgaria, el zar Alejandro III se negó a renovar el tratado en 1887. Bismarck, con la esperanza de hacer que el zar fuera más receptivo a sus deseos, había prohibido a los bancos alemanes prestar dinero a Rusia. Los banqueros franceses reemplazaron rápidamente a los alemanes en la financiación de Rusia y ayudaron a acelerar la industrialización rusa. Los rusos habían tomado prestados alrededor de 500 millones de francos en 1888. Bismarck firmó un Tratado de reaseguro con Rusia en 1887, pero después de la caída de Bismarck del poder en 1890, el káiser Guillermo II rechazó la solicitud de Rusia de renovarlo.
La ventaja de una alianza franco-rusa era evidente para todos los franceses: Francia no estaría sola contra Alemania, pues prometía una guerra en dos frentes. En 1890 y 1891, las dos potencias intercambiaron visitas formales y el zar ruso saludó el himno nacional francés, La marsellesa. La alianza franco-rusa se anunció en 1894. A este golpe diplomático le siguió un acuerdo secreto con Italia, que permitía a los italianos tener vía libre para expandirse en Trípoli (la actual Libia, entonces todavía bajo dominio turco). A cambio, Italia prometió que no sería beligerante contra Francia en ninguna guerra futura. Mientras tanto, a medida que Gran Bretaña se preocupaba cada vez más por la expansión naval alemana y la rivalidad industrial, el acuerdo con Francia se volvió cada vez más atractivo.
Francia competía con Gran Bretaña, y en menor medida con Italia, por el control de África. Hubo constantes fricciones entre Gran Bretaña y Francia por las fronteras entre sus respectivas colonias africanas. El ministro de Asuntos Exteriores francés, Théophile Delcassé, era consciente de que Francia no podía progresar si estaba en conflicto con Alemania en Europa y Gran Bretaña en África, por lo que retiró la fuerza expedicionaria del capitán Marchand de Fashoda, a pesar de las protestas populares. Esto allanó el camino para que Gran Bretaña se uniera a Francia en la Primera Guerra Mundial.
La visita de Eduardo VII a París en 1903 calmó el sentimiento antibritánico en Francia y preparó el camino para la Entente Cordiale. Sin embargo, inicialmente, un acuerdo colonial contra la agresiva política exterior del Káiser profundizó en lugar de destruir el vínculo entre los dos países. Las crisis marroquíes de 1905 y 1911 alentaron a ambos países a embarcarse en una serie de negociaciones militares secretas en caso de guerra con Alemania. Sin embargo, el ministro de Asuntos Exteriores británico, Edward Grey, se dio cuenta del riesgo de que los pequeños conflictos entre París y Berlín pudieran escalar fuera de control. Trabajando con poca supervisión del primer ministro británico o el gabinete, Grey jugó deliberadamente un papel mediador, tratando de calmar a ambas partes y, por lo tanto, mantener un equilibrio pacífico de poder. Se negó a hacer compromisos permanentes con Francia. Aprobó las conversaciones del estado mayor militar con Francia en 1905, sugiriendo, pero no prometiendo, que si estallaba la guerra, Gran Bretaña favorecería a Francia sobre Alemania. 
En 1911, cuando hubo un segundo enfrentamiento franco-alemán por Marruecos, Grey intentó moderar a los franceses mientras apoyaba a Alemania en su demanda de compensación. Había poco riesgo de que Gran Bretaña tuviera conflictos con alguien que condujera a una guerra. La Marina Real siguió siendo dominante en los asuntos mundiales y siguió siendo una alta prioridad de gasto para el gobierno británico. El Ejército británico era pequeño, aunque se habían desarrollado planes para enviar una fuerza expedicionaria a Francia desde las Reformas de Haldane. Desde 1907 hasta 1914, los ejércitos francés y británico colaboraron en planes muy detallados para movilizar una Fuerza Expedicionaria Británica de 100.000 tropas de combate que se trasladarían muy rápidamente a Francia y se enviarían al frente en menos de dos semanas. Grey insistió en que la paz mundial era lo mejor para Gran Bretaña y el Imperio Británico.

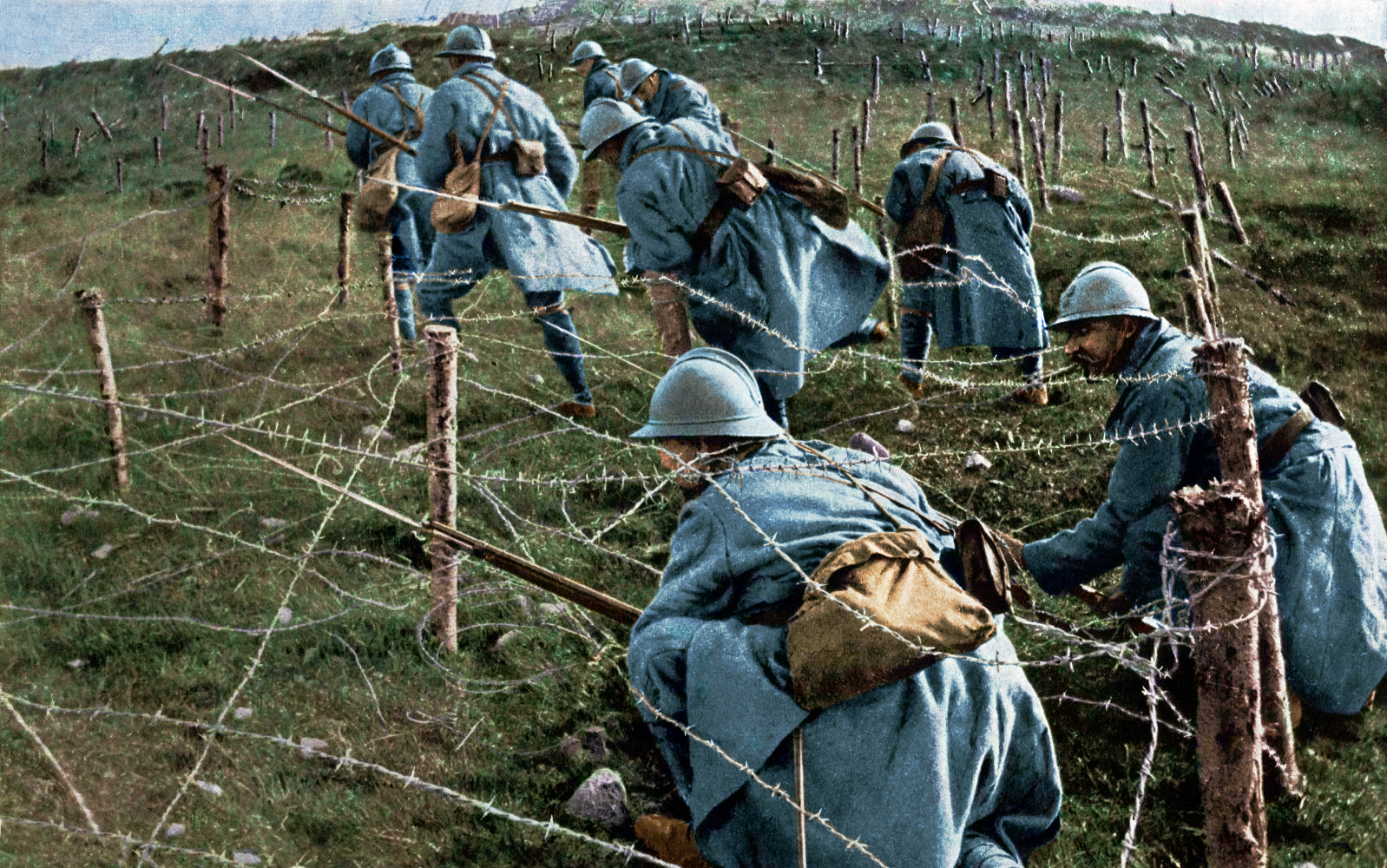
Imagen coloreada de infantería francesa abriéndose paso a través del alambre de púas enemigo, 1915.

Francia podía fortalecer su posición en caso de guerra formando nuevas alianzas o reclutando a más jóvenes. Utilizó ambos métodos. Rusia estaba firmemente en el mismo bando y Gran Bretaña estaba casi lista para unirse. En 1913, la controvertida "ley de los tres años" extendió el período de reclutamiento para los reclutas franceses de dos a tres años. Anteriormente, los jóvenes se entrenaban a los 21 y 22 años y luego se unían a las reservas; ahora se entrenaban a los 20, 21 y 22 años. Más tarde, este período se redujo aún más.
Cuando comenzó la guerra en 1914, Francia sólo podía ganar si Gran Bretaña se unía a Francia y Rusia para detener a Alemania. No había un tratado vinculante entre Gran Bretaña y Francia, ni ningún compromiso moral por parte británica de ir a la guerra en nombre de Francia. El gobierno liberal de Gran Bretaña era pacifista y también extremadamente legalista, de modo que la violación alemana de la neutralidad de Bélgica (tratándola como un trozo de papel) ayudó a movilizar a los miembros del partido para apoyar el esfuerzo bélico. Los factores decisivos fueron dos: Gran Bretaña sentía la obligación de defender a Francia y el gobierno liberal se dio cuenta de que, a menos que lo hiciera, colapsaría en una coalición o cedería el control al Partido Conservador, más militarista. Cualquiera de las dos opciones probablemente arruinaría al Partido Liberal. Cuando el ejército alemán invadió Bélgica, no sólo se violó la neutralidad, sino que Francia se vio amenazada con la derrota, por lo que el gobierno británico fue a la guerra.
Las crecientes tensiones internacionales y la carrera armamentista llevaron a la necesidad de aumentar el servicio militar obligatorio de dos a tres años. Los socialistas, encabezados por Jean Jaurès, creían profundamente que la guerra era una conspiración capitalista y que nunca podría ser beneficiosa para el trabajador. Trabajaron arduamente para derrotar la propuesta del servicio militar obligatorio, a menudo en cooperación con pacifistas de clase media y grupos de mujeres, pero fueron superados en votos.